# Киракосян, Вреж Сарибекович
Вреж Сарибе́кович Киракося́н (арм. Վրեժ Սարիբեկի Կիրակոսյան; 3 сентября 1983, Ереван, Армянская ССР, СССР — 3 марта 2025, Пермь, Россия) — армянский художник, писатель, мотивационный оратор-инвалид.
В отличие от других ныне живущих мотивационных ораторов-инвалидов (Ник Вуйчич, Лиззи Веласкес, Клаудио Оливейра), Вреж вырос в неблагополучной семье и не имел ни медицинского, ни социально-педагогического ухода и воздействия.

## Биография
Вреж Киракосян родился 3 сентября 1983 года в Ереване пятым ребёнком в семье Сарибека и Татьяны Киракосян. За месяц до рождения Врежа отец сел в тюрьму на 6 лет, в дальнейшем ещё несколько раз попадал в заключение, умер в 2004 году от отравления алкоголем. Мать работала дворником и одна содержала детей.
Родители думали, что Вреж родился здоровым, но в результате неудачного падения в возрасте 8 месяцев проявилось генетическое заболевание — СМА, которое стало быстро прогрессировать. К 12 годам Вреж потерял и возможность ползать, к 30 годам сохранена только частичная подвижность правой руки. Вреж самостоятельно научился читать, писать, рисовать, освоил окружающий мир, преодолел многочисленные психологические проблемы исключительно силой собственного духа и разума, находясь в среде, где поддерживались исключительно его элементарные физиологические потребности. Он не посещал ни детский сад, ни школу. С ним не занимались ни социальные службы, ни медики, ни педагоги, ни родители.
Первые шесть лет жизни провёл в маленькой однокомнатной квартире, где проживала вся семья из шести человек. В связи с инвалидностью Врежа и произошедшего в 1988 году Спитакского землетрясения семья получила трехкомнатную квартиру на 6-м этаже девятиэтажного дома на окраине Еревана. Мать, братья и сестра уходили на весь день на работу и учебу, а Вреж ползал один по дому, пока мог, а с 12 лет сидел в инвалидной коляске.
В марте 2012 года Вреж впервые в жизни прошёл полное медицинское обследование. В течение недели он находился в одной из клиник Израиля, где ему впервые был поставлен диагноз: СМА — спинальная амиотрофия второго типа; фиксированный кифосколиоз крайне тяжёлой степени; рестриктивная болезнь лёгких, начало стадии декомпенсации.
Являлся художником, писателем и мотивационным оратором.

## Творчество
Вреж Киракосян — художник-самоучка. С самого раннего детства начал рисовать и лепить, сначала из пластилина, потом из глины. Не имея никакой возможности общения с художниками и доступа к учебной литературе, путём проб и ошибок создал собственную систему расчёта пропорций человеческого тела, изображения объёмов.
В подростковом возрасте предпочитал акварель и карандаш. В основном рисовал портреты и картины в стиле полуабстракт. С 17 лет рисование стало единственным способом заработка для Врежа. Ему стали поступать заказы на портреты. Также спросом пользуются и его творческие, фантазийные работы. Через яркие и эмоциональные образы на его полотнах явно видны периоды психологических перестроек. К двадцати годам освоил масло, акрил, пастель. Врежем Киракосяном созданы также серии графических работ. В настоящее время в приоритете художника рисование портретов, а также пейзажей.
Картины и рисунки Врежа находятся в частных коллекциях Армении, России, США, Великобритании, Китая, Франции, Белоруссии, Украины и других стран.
2006 — первая персональная выставка работ Врежа Киракосяна в Ереване в качестве победителя Конкурса художников с ограниченными возможностями здоровья.
27 мая 2014 года принял участие в качестве спикера и провёл мастер-класс по рисованию маслом в рамках международной онлайн-конференции «Творчество и Красота».
8 — 22 июля 2014 года — первая персональная выставка работ в России, в Москве в выставочном зале Государственного геологического музея им. В. И. Вернадского РАН.
Июль 2014 года — серия мастер-классов и мотивирующих бесед на темы «Как полюбить жизнь, даже если Вам кажется, что она Вас не любит», «В чём смысл жизни?», «Как преодолеть комплексы?».
26 июля 2014 года принял участие в качестве спикера в международной онлайн-конференции «Как найти и принять себя». В 2014 году являлся автором цикла мастер-классов.
8 — 10 ноября 2014 года — персональная выставка работ Врежа Киракосяна в Культурном центре Дом Москвы в Ереване.
30 ноября — 14 декабря 2014 года — выставка работ Врежа Киракосяна в Казани.

## Фильмография и участие в телепередачах
В октябре 2011 года принял участие в телепрограмме «Говорим и показываем» на телеканале НТВ, во время которой были продемонстрированы работы Врежа Киракосяна, которые были рассмотрены, проанализированы и получили высокую оценку Никаса Сафронова.
В ноябре 2012 года участвовал в ток-шоу «Пусть говорят» на Первом канале. В декабре 2012 года вышел сюжет о Вреже Киракосяне в телепрограмме С.У.П. на телеканале Перец. В апреле 2013 года во второй раз снялся в телепередаче «Пусть говорят» на Первом канале.
В мае 2014 года начал сниматься в полнометражном документально-художественном фильме Ирины Бойко о своей судьбе.
В июле 2014 года вышел документальный фильм «Удивительная история Врежа Киракосяна», снятый студией «Ворак-Медиа».

## Книга

Работы Врежа Киракосяна

В изданной в России в июне 2014 году книге «Душа моя в стиле ню» Вреж подробно рассказывает о своём детстве, юности и взрослении. Объясняет, как он научился читать и писать без учителей, какие усилия прикладывал, чтобы «быть, как все», как научился рисовать, как заработал на персональный компьютер, который открыл для него мир за пределами его дома и улицы.
Книга переводится на английский язык и готовится к изданию в США.
С 8 по 22 июля 2014 года состоялся цикл презентаций книги «Душа моя в стиле ню» в Москве в выставочном зале Государственного геологического музея им. В. И. Вернадского РАН.

## Личная жизнь
31 декабря 2011 года Врежу позвонила из Перми Елена Белкина, случайно увидевшая его в интернете и решившая поздравить с Новым годом. После полугода переписки и общения в программе Skype Елена прилетела в Ереван для личного знакомства с Врежем. Через месяц вернулась в Пермь, но вскоре вновь отправилась к Врежу, поняв, что любит его. Вреж встретил Елену в аэропорту с обручальным кольцом и сделал ей предложение.
1 ноября 2012 года Вреж и Елена сочетались законным браком, а 11 ноября — венчались в Храме Покрова Пресвятой Богородицы в Ереване. Спустя год у Врежа и Елены родилась дочь Мария.
Вреж владел двумя языками — русским и армянским. Увлекался шахматами, анимацией и моделями вертолётов.
Вреж Киракосян умер 3 марта 2025 года в Перми после продолжительной болезни в возрасте 41 года.

## О нём
- Микаелян Лилит. Набросок счастья. TheNorDar Magazine (июль 2012). Дата обращения: 17 октября 2014.
- Давыдова Марина, Баранова Ксения. Инвалид нарисовал 30 картин, чтобы сыграть свадьбу. LifeNews (22 ноября 2012). Дата обращения: 17 октября 2014.
- Армянский художник-инвалид продает картины, чтобы оплатить лечение. LifeNews (1 апреля 2014). Дата обращения: 17 октября 2014.
- Радужная Анастасия. «Я люблю людей» — интервью с художником Врежем Киракосяном. olmins.info (17 марта 2014). Дата обращения: 17 октября 2014. Архивировано из оригинала 20 октября 2014 года.
- Радужная Анастасия. Никаких оправданий: поможем Врежу Киракосяну издать его книгу? Лайфхакер (31 марта 2014). Дата обращения: 17 октября 2014.
- Федоренкова Любовь. Художник-инвалид Вреж Киракосян: «Душа моя в стиле ню». Филантроп (1 апреля 2014). Дата обращения: 17 октября 2014.
- Интервью. Вреж и Елена Киракосян. dobrov4eloveke.ru (18 октября 2013). Дата обращения: 17 октября 2014.
- Гордеев Алексей. Моя жизнь — это заплыв против течения — художник-инвалид Вреж Киракосян. Новое время (21 октября 2014). Дата обращения: 17 октября 2014. Архивировано из оригинала 22 октября 2014 года.